# حصار يبوس
حصار يبوس هو حصار ورد ذكره في الكتاب المقدس العبري بأنّه حدث أثناء قام بنو إسرائيل تحت قيادة الملك والنبي داود بمهاجمة الكنعانيين للاستيلاء على مدينة القدس التي عُرفت بعد ذلك باسم يبوس. ونتيجة لهذا الحصار، تمكن الإسرائيليون من الوصول إلى المدينة من خلال شن هجوم مفاجئ، وأصبحت مدينة يبوس أو القدس خاضعة لهم لتُصبح لاحقًا عاصمة لمملكة بني إسرائيل التي كانت تُعرف آنذاك باسم مدينة داود.
هُناك الكثير من الشكوك المتداولة التي تنفي وجود علاقة بين القدس أو المدينة التي عُرفت قديمًا باسم أورشلين وبين يبوس، حيث يعتقد بعض العلماء أن يبوس هو اسم مكان مختلف عن القدس، بينما يرى علماء آخرون أن اسم يبوس كان يُستخدم للإشارة إلى القدس بصورة دارجة غير رسميّة دون أن تُشير أي وثائق تاريخيّة إليها بهذا الاسم فيما عدا كتاب التناخ اليهودي. لاحظ الباحث التوراتي الدنماركي نيلز بيتر ليمشي أن كل ذكر غير كتابي للقدس موجود في الشرق الأدنى القديم يشير إلى أورشليم باسم القدس، ويقدم كمثال رسائل تل العمارنة التي يعود تاريخها إلى القرن الرابع عشر قبل الميلاد والتي تُشير إلى أورشليم باسم القدس، بينما لا يوجد دليل خارج العهد القديم على أن يبوس هي القدس ولا أن اليبوسيين كانوا سُكان القدس.

## في الكتاب المقدس
ورد ذكر حصار يبوس واليبوسيين في عدة مواضع من الكتاب المقدس كان أولها في الإصحاح الخامس من سفر صموئيل الثاني،2 Samuel 5 ثُمّ في الإصحاح الحادي عشر من سفر أخبار الأيام الأول،1 Chronicles 11 وفي المرتين ذُكرت القصة بنفس المعنى، فعلى سبيل المثال في الإصحاح الحادي عشر من سفر أخبار الأيام الأول:
وذهب داود وكل اسرائيل إلى أورشليم أي يبوس. وهناك اليبوسيون سكان الارض. 5 وقال سكان يبوس لداود لا تدخل إلى هنا. فأخذ داود حصن صهيون.هي مدينة داود. 6 وقال داود إن الذي يضرب اليبوسيين أولا يكون رأسا وقائدا. فصعد أولا يواب ابن صروية فصار رأسا. 7 وأقام داود في الحصن لذلك دعوه مدينة داود. 8 وبنى المدينة حواليها من القلعة إلى ما حولها. ويواب جدد سائر المدينة. 